# Grigore Cartianu
Grigore Cartianu (n. 27 ianuarie 1969, Târgu Jiu, Gorj, România) este un jurnalist și scriitor român. Între 2008-2012 a fost redactorul-șef al cotidianului Adevărul.

## Cărți
- Sfârșitul Ceaușeștilor (3040)[4]
- Crimele Revoluției (3019)
- Teroriștii printre noi (3021)[5]
- Miracolul din noiembrie (3037) - impreuna cu Laurentiu Ciocazanu

## Filmografie

### Scenarist
- Trei zile până la Crăciun (2012)